# Сухорабівка
Сухора́бівка — село в Україні, у Решетилівській міській громаді Полтавського району Полтавської області. Населення становить 996 осіб. До 2020 орган місцевого самоврядування — Сухорабівська сільська рада.
Забудова Сухорабівки є специфічною, оскільки вулиці села по колу оточують лісовий масив.

## Географія
Село Сухорабівка знаходиться на лівому березі річки Псел на якій знаходиться Сухорабівська гідроелектростанція (мала ГЕС). Вище за течією на відстані 4 км розташоване село Каленики, нижче за течією на відстані 2 км розташоване село Березняки. Місцевість навколо села частково заболочена. Біля села знаходиться заповідне урочище «Кут».

## Історія
Село Сухорабівка вперше згадується в «Переписних книгах 1666 року».
Перші писемні згадки про Свято-Вознесенську церкву та школу у Сухорабівці Остап'євської сотні Миргородського полку датуються 1723 роком (згідно «Компуту і ревізії Миргородського полку 1723 року»). Читаємо на 311 аркуші «Компуту…»: «…Село Сухорабовці ратушное Отец Іван Семеновичь Презвитер  Свто Вознесенский Школа в ней дяк Ігнать Побежный Паламарь Іван Фесенко Шпиталя неть…».
У 1730 село належало гетьману Данилові Апостолу (з 1690). За ревізією 1729 в селі було 124 двори.
У 1782 році Сухорабівка (після ліквідації Остап'євської сотні) увійшла до складу Голтвянського повіту Київського намісництва.
За даними на 1859 рік у козацькому селі Хорольського повіту Полтавської губернії мешкало 1302 особи (598 чоловічої статі та 704 — жіночої), налічувалось 173 дворових господарства, існували православна церква та завод, відбувався щорічний ярмарок.
Станом на 1885 рік у колишньому власницькому селі Калениківської волості мешкало 1792 особи, налічувалось 285 дворових господарств, існували православна церква, школа, 2 лавки, 2 водяних і 7 вітряних млинів, відбувалось 2 ярмарки на рік: 2 лютого та на свято Вознесіння.
За переписом 1897 року кількість мешканців зросла до 1960 осіб (947 чоловічої статі та 1013 — жіночої), з яких 1927 — православної віри.
У 1905 році селяни Сухорабівки спалили цукроварню, дві економії.
З 21 березня 1911 в Сухорабівці діяло Товариство сільського господарства під головуванням повітового агронома Р. Р. Ланцкого. Район діяльності товариства розповсюджувався на всю Калениківську волость. На 1 січня 1915 року до Сухобівського Товариства сільського господарства входило 42 члени. Почесними членами цього товариства були графиня Єлізавета Василівна Капніст, граф Василь Іпполітович Капніст.
12 червня 2020 року, відповідно до розпорядження Кабінету Міністрів України № 721-р «Про визначення адміністративних центрів та затвердження територій територіальних громад Полтавської області», село увійшло до складу Решетилівської міської громади.
19 липня 2020 року, в результаті адміністративно — територіальної реформи та ліквідації Решетилівського району, село увійшло до складу новоутвореного Полтавського району Полтавської області.

## Економіка
- Санаторій «Світанок» (діти 5-16 років).
- «Сухорабівське», ПП.
- «Нібулон», ТОВ.
- Сухорабівська ГЕС
- Аграрник LTD ТОВ

## Об'єкти соціальної сфери
- Школа.
- Амбулаторія.

## Відомі люди
- Бабенко Костянтин Степанович (1922—2011) — радянський військовик, учасник Другої світової війни, генерал-лейтенант артилерії.
- Карейша Сергій Дем'янович (1854—1934) — інженер-залізничник, науковець.
- Трипільський Андрій Володимирович — літературознавець і мистецтвознавець.

## Пам'ятники
Братська могила радянських воїнів, пам'ятний знак полеглим землякам. Розташований в центрі села, біля сільської ради. Поховано 6 воїнів із частини 81-ї стрілецької дивізії, яки загинули в боях з німецько-фашистськими загарбниками 14 вересня 1941 року при обороні села; воїни 34-го гвардійського стрілецького полку 13 гвардійської стрілецької дивізії, 17 гвардійського стрілецького полку, 6-ї гвардійської повітряно-десантної дивізії, 95-ї гвардійської стрілецької дивізії які загинули 24 — 25 вересня 1943 р. при звільнені сіл Сухорабівка, Березняки, Підок. Відоме прізвище 1-го воїна.
Згідно рішення Сухорабівської сільської Ради від 12.01.1954 р. біля могили споруджено пам'ятний знак на честь односельців, які полягли на фронтах Другої світової війни виготовлений Харківським скульптурним комбінатом. Пам'ятник відкрито в 1957 р.